# Bill Bannerman
Bill Bannerman (* vor 1970) ist ein kanadischer Regieassistent, Filmproduzent und Filmschaffender, der vor allem durch seine Mitarbeit an dem Spätwestern Erbarmungslos sowie durch die Twilight-Filmreihe bekannt ist.

## Leben
Bill Bannerman besuchte die Highschool in Dartmouth. 1979 schrieb er dort ins Klassenbuch, dass es sein Wunsch sei, im Filmgeschäft zu arbeiten. Nach seinem Studium in Toronto zog es ihn nach Los Angeles, wo er unermüdlich arbeitete, um in die Riege der Hollywood-Regisseure und Produzenten Eingang zu finden.
In dem 1980 in die Kinos gekommenen japanischem Katastrophenfilm Overkill – Durch die Hölle zur Ewigkeit arbeitete Bannerman erstmals als Produktionsassistent. In den Jahren 1986 und 1987 wirkte er an zwei Filmen der Police-Academy-Filmreihe als Regieassistent mit, woran sich die Mitarbeit an der Fantasy-Horrorstory in dem Film Gate – Die Unterirdischen anschloss. Die Horrorkomödie Pfui Teufel – Daddy ist ein Kannibale von 1989 war der nächste Kinofilm, an dem Bannerman beteiligt war. Unmittelbar daran schlossen sich der Mystery-Krimi Die Anwältin von Michael Crichton mit Burt Reynolds und Theresa Russell an sowie der Science-Fiction-Film Millennium – Die 4. Dimension mit Kris Kristofferson und Cheryl Ladd.
Für seine Arbeit an Clint Eastwoods Spätwestern Erbarmungslos (1992) wurde Bannerman zusammen mit fünf Kollegen mit dem DGA Award belohnt. Im folgenden Jahr wirkte er an der Literaturverfilmung Überleben! mit Ethan Hawke in der Hauptrolle sowie der Actionkomödie Die Abservierer von John Badham mit. In dem Roadmovie Perfect World von 1993 arbeitete Bannerman erneut mit Clint Eastwood zusammen, ebenso wie 1995 in der Literaturverfilmung Die Brücken am Fluß, in der Meryl Streep die weibliche Hauptrolle spielt. Auch bei dem Politthriller Absolute Power (1997) von Clint Eastwood war Bannerman wieder mit im Boot.
Im dritten Film der Air Bud-Reihe Air Bud 3 – Ein Hund für alle Bälle aus dem Jahr 2000 führte Bill Bannerman Regie. Von 2009 bis 2012 war Bannerman an vier von fünf Filmen der Twilight-Saga beteiligt und dort in erster Linie für die Luftaufnahmen zuständig. Im Jahr 2013 fungierte er neben seiner Tätigkeit als Regieassistent in dem 3D-Fantasyfilm Percy Jackson – Im Bann des Zyklopen auch als Co-Produzent. In dem 2015 erschienenen Abenteuerfilm mit Horror-Elementen Gänsehaut, einer Filmadaption aus der gleichnamigen Jugendbuchreihe von R. L. Stine, betätigte sich Bannerman nicht nur als Regieassistent, sondern auch als ausführender Produzent.
Bannerman ist Mitglied des ConnectNS Netzwerks of proud Nova Scotians.

## Auszeichnung
- 1993: Gewinner des DGA Award für hervorragende Leistungen im Film Erbarmungslos zusammen mit Clint Eastwood, David Valdes, Bob Gray, Scott Maitland und Jeffrey Wetzel.

## Filmografie (Auswahl)
(wenn nicht anders angegeben, Regieassistenz/* = verantwortlich für die Luftaufnahmen)
- 1980: Overkill – Durch die Hölle zur Ewigkeit (Fukkatsu no hi, auch Virus; als Produktionsassistent)
- 1981: Herzchirurg Dr. Vrain (Threshold; als Produktionsassistent)
- 1982: Einer mit Herz (One from the Heart; zuständig für visuelle Effekte)
- 1984: Himmelskörper (Heavenly Bodies)
- 1984–1985: The Edison Twins (Fernsehserie, 13 Folgen)
- 1985: American Playhouse – Overdrawn at the Memory Bank (Fernsehserie, und Produktionsassistent)
- 1986: Police Academy 3 – … und keiner kann sie bremsen (Police Academy 3: Back in Training)
- 1987: Police Academy 4 – Und jetzt geht’s rund (Police Academy: Citizens on Patrol)
- 1987: Gate – Die Unterirdischen (The Gate)
- 1987: Mariah (Fernsehserie, 3 Folgen)
- 1989: Pfui Teufel – Daddy ist ein Kannibale (Parents)
- 1989: Die Anwältin (Physical Evidence)
- 1989: Millennium – Die 4. Dimension (Millennium)
- 1990: Deep Sleep
- 1990: Gate II – Das Tor zur Hölle (The Gate II: Trespassers)
- 1990: Der Mörder im Dunkeln (Murder Times Seven, Fernsehfilm)
- 1990: Die letzte Schlacht der Samurai (Ten to chi to)
- 1992: Erbarmungslos (Unforgiven)
- 1993: Überleben! (Alive)
- 1993: Das Biest (The Crush)
- 1993: Die Abservierer (Another Stakeout)
- 1993: Perfect World (A Perfect World)
- 1993: Rex: kyoryu monogatari (Autor)
- 1995: (K)ein Vater gesucht (Man of the House)
- 1995: Die Brücken am Fluß (The Bridges of Madison County)
- 1997: Absolute Power
- 1998: Dead Man on Campus
- 1999: Der Chill Faktor (Chill Factor * und Co-Produzent)
- 2000: 2gether (Fernsehfilm)
- 2000: Air Bud 3 – Ein Hund für alle Bälle (Air Bud 3: World Pup, Regie)
- 2003: In tierischer Mission (Good Boy! – auch Co-Produzent)
- 2004: Walking Tall – Auf eigene Faust (Walking Tall * und Co-Produzent und Koordinator)
- 2006: Der Fluch – The Grudge 2 (The Grudge 2, Herstellungsleitung)
- 2008: The Fighters (Never Back Down, * und Co-Produzent)
- 2009: Schön bis in den Tod (Sorority Row, Co-Produzent)
- 2009: New Moon – Biss zur Mittagsstunde (The Twilight Saga: New Moon, * und Co-Produzent)
- 2009: Am Ende des Weges – Eine wahre Lügengeschichte (Get Low, besonderer Dank)
- 2010: Shelter (* und auch Co-Produzent)
- 2010: Eclipse – Biss zum Abendrot (The Twilight Saga: Eclipse, * und auch Co-Produzent)
- 2011: Breaking Dawn – Biss zum Ende der Nacht, Teil 1 (The Twilight Saga: Breaking Dawn – Part 1, * und Co-Produzent)
- 2012: Breaking Dawn – Biss zum Ende der Nacht, Teil 2 (The Twilight Saga: Breaking Dawn – Part 2, * und Co-Produzent)
- 2013: Percy Jackson – Im Bann des Zyklopen (* und Co-Produzent)
- 2015: Fantastic Four
- 2015: Gänsehaut (Goosebumps, * und Ausführender Produzent)